# Filofun

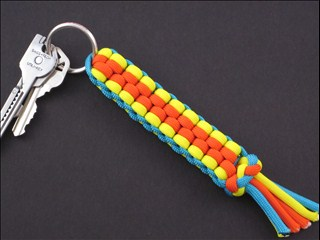
Plecionka filofun jako brelok do kluczy

Filofun – plecionka wykonywana metodą pętelkową z różnobarwnych żyłek lub sznurków. 
Znane wzory podają wykorzystanie 3. lub 4. ściegów zaplatanych krzyżowo jeden za drugi. Plecionki mogą mieć prosty kształt lub tworzy się z nich skomplikowane struktury: bransolety, breloki i inne ozdoby, a nawet rzeźby. Do zaplatania filofunów wykorzystuje się zwykle od 2. do 8. żyłek lub sznurków, chociaż zdarzają się przypadki, w których filofuny wykonane są np. z 10. żyłek.
Plecionki tego typu po raz pierwszy pojawiły się we Francji na przełomie lat 50. i 60. Renesans popularności filofun nastąpił około roku 2005, kiedy podbiły rynek zabawek dla dzieci.
W Polsce plecionki takie nazywa się  zwykle filofun od włoskiego filo – nić i angielskiego fun – zabawa, lecz w innych krajach znane są pod innymi nazwami. Najczęściej spotykana to scoubidou, od piosenki Sachy Distela pod tym samym tytułem.